# American Horror Story: Sabat
American Horror Story: Sabat (tytuł oryginalny: American Horror Story: Coven) – trzeci sezon amerykańskiego serialu telewizyjnego American Horror Story. Został po raz pierwszy wyemitowany przez FX między 9 października 2013 a 29 stycznia 2014 roku. Premierowa emisja w Polsce odbyła się od 20 października 2013 do 9 lutego 2014 roku na antenie Fox. Do obsady serialu powrócili aktorzy z poprzednich sezonów: Jessica Lange, Sarah Paulson, Evan Peters, Lily Rabe, Denis O’Hare, Frances Conroy, Taissa Farmiga, Jamie Brewer, Alexandra Breckenridge i Robin Bartlett. Wśród nowej obsady znaleźli się między innymi: Kathy Bates, Emma Roberts, Angela Bassett, Gabourey Sidibe i Danny Huston.
Zgodnie z antologiczną formą serialu, Sabat stanowi osobny miniserial, niezwiązany bezpośrednio z pozostałymi sezonami (poza nieznacznymi nawiązaniami). Jego akcja skupia się wokół nowoorleańskiego sabatu czarownic, którego członkinie walczą o przejęcie tytułu Najwyższej. Sabat toczy ponadto wojny z królową voodoo oraz łowcami czarownic.

## Streszczenie fabuły
W XIX wieku w Nowym Orleanie żyją Delphine LaLaurie i królowa voodoo, Marie Laveau. Delphine jest znana z urządzania wystawnych przyjęć i skrycie torturuje na strychu swojego domu czarnoskórą służbę. Marie, za sprawą zaprzedania swojej duszy bogowi i guru voodoo, Papa Legbie, posiada dar nieśmiertelności. W 1834 roku LaLaurie zabija Bastiena, partnera Laveau, uprzednio zakładając mu maskę Minotaura. W ramach zemsty Marie zabija całą rodzinę Delphine, a ją samą obdarza darem nieśmiertelności, umieszcza w trumnie i zakopuje pod ziemią. Tymczasem w Nowym Orleanie funkcjonuje sabat czarownic, na czele którego zawsze stoi Najwyższa. Młode członkinie sabatu uczą się w Akademii pani Robichaux. W latach 70. XX wieku sabat zawiera rozejm z wyznawcami voodoo, kończący ich wieloletnią wojnę, zaś tytuł Najwyższej przejmuje Fiona Goode. W 2013 roku Akademię prowadzi jej córka, Cordelia Foxx, a uczennicami szkoły są cztery nastolatki: Zoe Benson, aktorka Madison Montgomery, czarnoskóra Queenie i potrafiąca czytać w myślach Nan.
Fiona, wciąż pełniąca funkcję Najwyższej, zamieszkuje w szkole. Jest chora na raka, w związku z czym poszukuje sposobu na powstrzymanie starzenia się i słabnięcia. Gdy Nan wyczuwa czyjąś obecność pod ziemią, Fiona odkopuje Delphine i czyni ją pokojówką w Akademii. Poznawszy jej historię, prosi Marie o pomoc w zyskaniu nieśmiertelności, jednak niechętna czarownicom królowa voodoo odmawia. Zoe i Madison idą na imprezę, podczas której poznają grupę młodych mężczyzn, wśród nich Kyle’a Spencera. Po tym, jak jego koledzy gwałcą Montgomery, aktorka używa magii do zabicia całej grupy. Zoe jest załamana śmiercią Kyle’a, więc Madison zabiera ją do kostnicy, gdzie wspólnie go wskrzeszają. Spencer jest jednak zdezorientowany, agresywny i niemy. Nastolatki poznają Misty Day, czarownicę mieszkającą w izolacji od świata na pobliskich bagnach. Misty zabiera Kyle’a do siebie i obiecuje przywrócić go do sprawności intelektualnej. Fiona, wyczuwając w Madison coraz większą moc, zabija ją i oddaje jej ciało lokajowi Spaldingowi, który czyni z niego lalkę. Zakapturzona postać oblewa Cordelię żrącą substancją, wskutek czego kobieta traci wzrok, zyskuje jednak dar wizji, które pojawiają się, gdy dotyka inną osobę. Widząc w jednej z nich, że jest zdradzana przez męża, Hanka, podejmuje decyzję o rozwodzie. Marie wysyła na teren Akademii Minotaura Bastiena, wkrótce otrzymując jego odciętą głowę. W związku z tym wypowiada rozejm z sabatem i nasyła na teren szkoły armię żywych, czarnoskórych trupów, których czarownicom udaje się pokonać. Rada Czarownic stawia Fionie zarzut braku dbałości o sabat i żąda rezygnacji z pozycji Najwyższej. Goode przekonuje jej członków, że jedna z nich, Myrtle Snow, oślepiła Cordelię, w związku z czym czarownica zostaje spalona na stosie. Wkrótce Misty przywraca ją do życia i przyprowadza do Akademii Kyle’a.
Uczennice znajdują ciało Madison, którą Misty wskrzesza. Montgomery i Zoe rywalizują o względy Kyle’a, który preferuje drugą z nich. Cordelia widzi w wizjach zabójstwo Madison i oszustwo w sprawie Myrtle. Uznając, że Fiona jest niebezpieczna, wraz z uczennicami planuje ją zamordować. Tymczasem Goode rozpoczyna związek z Katem z Nowego Orleanu, którego ducha Zoe uprzednio uwalnia. Hank, pracujący dla łowców czarownic, dokonuje nieudanego zamachu na uczennice Akademii. Następnie morduje prawie wszystkich towarzyszy Marie, która ucieka do Akademii i zawiera z czarownicami rozejm w obliczu wspólnego wroga. Wkrótce zdradza Fionie tajemnicę swojej nieśmiertelności. Goode pragnie również zaprzedać swoją duszę Papa Legbie, dowiaduje się od niego jednak, że jej nie posiada. Najwyższa sabatu i królowa voodoo spotykają się z przedstawicielami łowców czarownic i ich mordują. Delphine rozczłonkowuje ciało Marie. Papa Legba pozbawia je obie życia i zabiera do Piekła. Madison rezygnuje z prób uwiedzenia Kyle’a, który żyje w związku z Zoe. Czarownice zabijają Kata po tym, jak Cordelia dostaje wizji, w której mężczyzna morduje Fionę. Ze względu na jej rzekomą śmierć, Cordelia i Myrtle organizują egzamin Siedmiu Cudów, który ma wyłonić kolejną Najwyższą. Do rywalizacji stają Zoe, Madison, Misty i Queenie, żadnej z nich nie udaje się jednak wykonać wszystkich zadań. Misty zostaje uwięziona na wieczność w Piekle, z którego nie potrafi się wydostać, Zoe umiera, zaś Kyle zabija Madison, mszcząc się na niej za brak próby wskrzeszenia jego dziewczyny. Do egzaminu przystępuje Cordelia, która wskrzesza Zoe i wykonuje poprawnie wszystkie zadania, wskutek czego zostaje nową Najwyższą. Przychodzi do niej Fiona, która zdradza, że upozorowała własną śmierć, po czym rzeczywiście umiera w ramionach córki i trafia do Piekła.

## Nawiązania w późniejszych sezonach
Mimo że każdy sezon American Horror Story stanowi osobny i spójny miniserial, niezwiązany bezpośrednio z pozostałymi, w kolejnych sezonach pojawiły się nawiązania do Sabatu.
- W odcinku „Królewska bitwa” sezonu piątego, Hotelu, pojawia się Queenie (Gabourey Sidibe). Czarownica przylatuje do Los Angeles, by wziąć udział w teleturnieju Dobra cena. Wynajmuje pokój w hotelu Cortez, gdzie zostaje zabita przez Ramonę Royale (Angela Bassett) i Jamesa Patricka Marcha (Evan Peters).
- W sezonie szóstym, Roanoke, pojawia się postać Scáthach (Lady Gaga). Twórca serialu, Ryan Murphy, zdradził, że Scáthach jest pierwszą Najwyższą sabatu przedstawionego w Sabacie[1].
- W sezonie ósmym, Apokalipsie, pojawiają się: Cordelia Foxx (Sarah Paulson), teraz jako Cordelia Goode, Madison Mongtomery (Emma Roberts), Zoe Benson (Taissa Farmiga), Misty Day (Lily Rabe), Myrtle Snow (Frances Conroy), Queenie (Gabourey Sidibe), Stevie Nicks (ona sama), Marie Laveau (Angela Bassett), Delphine LaLaurie (Kathy Bates), Nan (Jamie Brewer) i Papa Legba (Lance Reddick).

## Obsada i bohaterowie

### Obsada główna
- Sarah Paulson jako Cordelia Foxx
- Taissa Farmiga jako Zoe Benson
- Frances Conroy jako Myrtle Snow
- Evan Peters jako Kyle Spencer
- Lily Rabe jako Misty Day
- Emma Roberts jako Madison Montgomery
- Denis O’Hare jako Spalding
- Kathy Bates jako Delphine LaLaurie
- Jessica Lange jako Fiona Goode

### Goście specjalni
- Angela Bassett jako Marie Laveau (odc. 1–12)
- Gabourey Sidibe jako Queenie (odc. 1–9, 11–13)
- Patti LuPone jako Joan Ramsey (odc. 3, 8–10)
- Danny Huston jako Kat z Nowego Orleanu (odc. 6–8, 10–13)
- Stevie Nicks jako ona sama (odc. 10, 13)

### Obsada drugoplanowa
- Jamie Brewer jako Nan
- Josh Hamilton jako Hank Foxx
- Christine Ebersole jako Anna Leigh Leighton
- Alexander Dreymon jako Luke Ramsey
- Riley Voelkel jako Fiona Goode (młoda)
- Alexandra Breckenridge jako Kaylee
- Leslie Jordan jako Quentin Fleming
- Robin Bartlett jako Cecily Pembroke
- Michael Cristofer jako Harrison Renard
- Mike Colter jako David
- Lance Reddick jako Papa Legba
- Ameer Baraka jako Bastien

### Obsada gościnna
- Lance E. Nichols jako detektyw Sanchez (odc. 2)
- Mare Winningham jako Alicia Spencer (odc. 3)
- Michelle Page jako Myrtle Slow (młoda, odc. 4)
- Meg Steedle jako pacjentka szpitala (odc. 5)
- Grace Gummer jako Millie (odc. 6)
- Andrew Leeds jako dr Dunphy (odc. 6)
- Gavin Stenhouse jako Billy (odc. 7)
- P. J. Boudousqué jako Jimmy (odc. 7)
- Kyle Secor jako Bill (odc. 13)

## Lista odcinków
| Nr | Nr | Tytuł oryginalny                     | Tytuł polski                       | Reżyseria           | Scenariusz               | Data premiery (Stany Zjednoczone) | Data premiery (Polska) |
| --- | -- | ------------------------------------ | ---------------------------------- | ------------------- | ------------------------ | --------------------------------- | ---------------------- |
| 26 | 1  | Bitchcraft                           | Wredność                           | Alfonso Gomez-Rejon | Ryan Murphy Brad Falchuk | 9 października 2013               | 20 października 2013   |
| W 1834 roku Delphine LaLaurie urządza przyjęcie w swoim domu w Nowym Orleanie, po którym torturuje na strychu jednego ze sługów w ramach kary za uwodzenie jej córki. W 2013 roku Zoe Benson nieświadomie zabija swojego chłopaka podczas pierwszego wspólnego stosunku seksualnego. Dowiaduje się od matki, że posiada magiczne moce, gdyż jest potomkinią sabatu czarownic z Salem, w związku z czym musi się przenieść do szkoły dla młodych czarownic w Nowym Orleanie. Tam Zoe poznaje dyrektorkę, Cordelię Foxx, oraz pozostałe uczennice: aktorkę Madison Montgomery, Queenie i Nan. Fiona Goode zabija naukowca, który nie jest w stanie sprostać jej prośbom i stworzyć odmładzające serum. Później odwiedza Cordelię i informuje ją, że zamieszka w szkole i nauczy nastolatki przetrwania. Zoe i Madison udają się na imprezę, gdzie poznają Kyle’a Spencera. Po tym, jak koledzy Kyle’a gwałcą Madison, aktorka powoduje przewrócenie autobusu, w którym ci się znajdują. Następnego dnia Fiona i uczennice idą na wycieczkę po dawnym domu LaLaurie, w którym współcześnie znajduje się muzeum. Dowiadują się, że królowa voodoo, Marie Laveau, podała LaLaurie eliksir, który doprowadził do jej śmierci. Tymczasem Zoe udaje się do szpitala, by sprawdzić, czy Kyle przeżył incydent. Używając swoich magicznych sił, zabija jego kolegę, Archiego, który zainicjował gwałt. Przy pomocy dwóch zahipnotyzowanych mężczyzn Fiona odkopuje z ziemi grób, w którym – jak się okazuje – znajduje się żywa LaLaurie.                            |    |                                      |                                    |                     |                          |                                   |                        |
| 27 | 2  | Boy Parts                            | Poskładam Ci chłopaka              | Michael Rymer       | Tim Minear               | 16 października 2013              | 27 października 2013   |
| Zoe nie może się pogodzić ze śmiercią Kyle’a. Do szkoły przychodzi policja, by przesłuchać ją i Madison w sprawie wypadku autobusu. Po tym, jak Zoe przyznaje się do użycia magii, Fiona używa swoich sił, by policjanci zapomnieli o rozmowie i nie zajmowali się już sprawą autobusu. Madison obiecuje koleżance przywrócić Kyle’a do życia. Obie udają się do kostnicy, gdzie Madison tworzy „idealnego” mężczyznę z jego głową i częściami ciała pochodzącymi z ciał jego kolegów. Ożywiony Kyle jest niemy i zdezorientowany. W samochodzie Zoe pojawia się Misty Day, która każe zabrać Kyle’a do swojej chaty nad zalewiskiem, gdzie zajmie się nim do czasu odzyskania sprawności umysłowej. Cordelia ma problemy z zajściem w ciążę, dlatego – za namową męża, Hanka – decyduje się na użycie czarnej magii w celu zapłodnienia. Fiona przetrzymuje Delphine jako zakładnika, pragnąc dowiedzieć się, dlaczego przeżyła tyle lat. Dowiaduje się, że w 1834 roku Marie Laveau podała jej eliksir wiecznego życia, po czym zamknęła w grobie i zakopała żywcem. Fiona odwiedza salon fryzjerski, w którym pracuje Laveau i prosi ją o pomoc w zyskaniu nieśmiertelności, jednak niechętna czarownicom Marie odmawia. Tymczasem LaLaurie, uwolniona przez Nan, udaje się do swojego dawnego domu i rozpacza w związku ze śmiercią córek. Odnajduje ją Fiona, która wyraża współczucie i zrozumienie, jednak zabrania uciekać ze szkoły pod groźbą ponownego zakopania pod ziemią.                                                                    |    |                                      |                                    |                     |                          |                                   |                        |
| 28 | 3  | The Replacements                     | Wymiana                            | Alfonso Gomez-Rejon | James Wong               | 23 października 2013              | 3 listopada 2013       |
| W 1971 roku Fiona sprzecza się z Anną Leigh Leighton, ówczesną Najwyższą sabatu, która nie chce, by Goode została jej następczynią. Żądna przejęcia tytułu Fiona morduje Annę, co zauważa lokaj, Spalding. W 2013 roku Fiona każe Delphine zostać pokojówką i osobistą służącą Queenie. Wbrew woli Misty, Zoe przyprowadza Kyle’a do domu jego matki, Alicii. Gdy ta próbuje zbliżyć się seksualnie do syna, Kyle ją zabija. Nan i Madison odwiedzają nowego sąsiada, Luke’a Ramseya, którego obie pragną uwieść. Ten wyraża większe zainteresowanie Nan, ponadto z jego matką, Joan, wywiązuje się kłótnia, w związku z czym zdenerwowana Madison używa telekinezy do nietrafnego rzucenia nożem w Joan. Gdy ta informuje Fionę o zajściu, czarownica postanawia pomóc Madison w rozwinięciu magicznych mocy. Delphine ma trudności z przystosowaniem się do współczesnego świata, szczególnie z wyzbyciem się swojego rasizmu. Na teren szkoły przychodzi Minotaur Bastien, na widok którego Delphine panikuje i z którym Queenie uprawia seks. Cordelia prosi Marie o pomoc w zapłodnieniu, ta jednak odmawia. Fiona mówi Madison, by ją zabiła i dzięki temu stała się kolejną Najwyższą. Madison odmawia, po czym wywiązuje się kłótnia, w trakcie której Fiona podcina aktorce gardło. Świadkiem zdarzenia jest Spalding, któremu Fiona każe zakopać ciało Madison. |    |                                      |                                    |                     |                          |                                   |                        |
| 29 | 4  | Fearful Pranks Ensue                 | Straszne figle                     | Michael Uppendahl   | Jennifer Salt            | 30 października 2013              | 10 listopada 2013      |
| W 1961 roku Marie, której koleżanka straciła syna (zabitego z powodu czarnej rasy), używa voodoo do stworzenia armii, złożonej z ożywionych trupów czarnoskórych osób. W 2013 roku Fiona i Cordelia ratują Queenie, która jest skrajnie osłabiona i krwawi po stosunku z Bastienem. Delphine dziękuje Queenie za uratowanie jej życia. Marie otrzymuje paczkę z głową Minotaura. Uznając, że czarownice złamały rozejm, który zawarła przed laty z Leighton, decyduje się wypowiedzieć im wojnę. Hank, który jest w delegacji, uprawia seks z kochanką, po czym ją zabija. Do szkoły przyjeżdża Rada Czarownic, która bada sprawę zaginięcia Madison. Członkini Rady, Myrtle Snow, wypomina Fionie kłamstwa w sprawie śmierci Leighton, a także odcięcie języka Spaldingowi (który, pod wpływem czarów Myrtle, wyznałby prawdę o zabójstwie Najwyższej). Snow nie może się pogodzić z tym, że zabójstwa uchodzą Fionie na sucho. Uczennice szkoły zastanawiają się, co się stało z Madison, podczas gdy jej martwe ciało pełni funkcję kolejnej lalki w pokoju Spaldinga. Wieczorem w Halloween Cordelia i Fiona idą do baru, gdzie zakapturzona postać oblewa twarz Cordelii żrącą substancją. Młodsze czarownice odwiedza Luke. Marie ponownie tworzy armię żywych, czarnoskórych trupów, która atakuje szkołę. Delphine rozpoznaje wśród nich swoje córki. |    |                                      |                                    |                     |                          |                                   |                        |
| 30 | 5  | Burn, Witch, Burn!                   | Spłoń wiedźmo, spłoń               | Jeremy Podeswa      | Jessica Sharzer          | 6 listopada 2013                  | 17 listopada 2013      |
| W 1833 roku Delphine, usłyszawszy, że córki potajemnie myślą o zabiciu jej, zamyka je na rok w komnacie tortur. W 2013 roku lekarz informuje Cordelię, że trwale utraciła wzrok. W jednej ze szpitalnych sal Fiona przywraca życie niemowlęciu, które narodziło się martwe. Hank odwiedza żonę, która, dotknąwszy jego skóry, dostaje wizji zdrady. Tymczasem Luke wychodzi na zewnątrz szkoły, gdzie zostaje zaatakowany przez żywe trupy, a Nan wychodzi mu na pomoc. Jedna z córek Delphine atakuje swoją matkę, a następnie Spaldinga i Queenie, zostaje jednak zabita przez LaLaurie pogrzebaczem. Zoe udaje się pokonać pozostałe trupy, używając swoich magicznych sił. Następnego dnia w szkole zjawia się Rada Czarownic, która przedstawia Fionie zarzut braku dbałości o sabat i żąda rezygnacji z pozycji Najwyższej, po której sama miałaby przejąć jej obowiązki. Fiona wyrzuca Myrtle działanie na rzecz przyznania sobie władzy w sabacie oraz przedstawia rzekome dowody, które świadczą o tym, iż to właśnie ona oblała Cordelię żrącą substancją. Decyzją pozostałych członków Rady Myrtle zostaje spalona na stosie. Queenie wie, że Fiona oszukała Radę, jednak pod wpływem obietnicy, że zostanie kolejną Najwyższą, postanawia nie wyjawiać prawdy. Misty używa magii do przywrócenia Myrtle życia. |    |                                      |                                    |                     |                          |                                   |                        |
| 31 | 6  | The Axeman Cometh                    | Nadchodzi człowiek z toporem       | Michael Uppendahl   | Douglas Petrie           | 13 listopada 2013                 | 24 listopada 2013      |
| W 1919 roku uczennice szkoły dla czarownic zabijają Kata z Nowego Orleanu, który wdziera się do budynku placówki. W 2013 roku młode czarownice kontaktują się z duchem, który twierdzi, że jest Katem i wini je za swoją śmierć. Zoe postanawia wykorzystać kontakt z nim, by zbadać, co się stało z Madison. Kat doprowadza ją na poddasze, gdzie znajduje się ciało zabitej koleżanki i lalki Spaldinga. Zoe, Queenie i Nan przesłuchują i torturują lokaja, który kłamie, że to on zabił Madison. Fiona słyszy w szpitalu (gdzie przebywa w celu chemioterapii) myśli innych kobiet. Po powrocie do domu dotyka Cordelię, która dostaje wizji spalenia Myrtle na stosie. Jest zła, że matka jej o tym nie poinformowała. Zoe przyprowadza do szkoły Misty i Kyle’a, który nadal jest zdezorientowany i mało mówi. Misty udaje się przywrócić Madison do życia. Hank spotyka się z Marie, która od lat wynajmuje go jako łowcę czarownic (by mieć do nich dostęp, związał się z Cordelią). Laveau odrzuca jego zarzuty, że oślepiła Cordelię, po czym żąda (pod groźbą zabicia go) dostarczenia jej głów wszystkich czarownic. Osłabiona Madison ma trudności z przypomnieniem sobie okoliczności swojej śmierci. W nocy duch Kata prześladuje Cordelię. Dzięki zaklęciu, którego używa przeciwko niemu Zoe, udaje mu się uwolnić z budynku szkoły. Odzyskuje ciało i idzie do baru, gdzie oferuje Fionie drinka. |    |                                      |                                    |                     |                          |                                   |                        |
| 32 | 7  | The Dead                             | Umarli                             | Bradley Buecker     | Brad Falchuk             | 20 listopada 2013                 | 1 grudnia 2013         |
| Madison rozpacza, że po zmartwychwstaniu nie czuje bólu, zaś Zoe przeprasza Kyle’a za to, w jakim jest stanie. Spencer bez skutku próbuje się zastrzelić. Delphine mówi Queenie, że ze względu na czarny kolor skóry nie będzie w stanie się dogadać z pozostałymi uczennicami szkoły. W nocy Madison pomaga Cordelii, która potyka się na schodach. Dotyk skóry aktorki daje Cordelii wizję, w której widzi zabójstwo Madison przez Fionę. Ta tymczasem spędza noc w mieszkaniu Kata, gdzie w wannie znajduje się martwe ciało. Kat mówi, że obserwował ją, od kiedy miała osiem lat, a z biegiem czasu się w niej zakochał. Następnego dnia Madison nawiązuje bliższą więź z Kyle’em i uprawia z nim seks. Cordelia informuje Zoe o swojej wizji i ostrzega, że Fiona może chcieć zabić również ją. Zoe smusza Spaldinga do przyznania prawdy o zabójstwie Madison, po czym go zabija. Queenie potajemnie odwiedza Marie, która proponuje jej przyłączenie się do voodoo, gdzie czarnoskórzy są milej widziani niż u czarownic. Zoe jest zazdrosna o Kyle’a, więc Madison proponuje jej seks grupowy. Delphine opowiada Queenie historię o dziecku, które jej mąż spłodził służącej; LaLaurie zabiła niemowlę i stworzyła z jego krwi eliksir piękna. Następnego dnia Queenie zaprowadza Delphine do Marie, która zamyka LaLaurie w klatce. Queenie nacina skórę Delphine, pozyskując krew na eliksir młodości. |    |                                      |                                    |                     |                          |                                   |                        |
| 33 | 8  | The Sacred Taking                    | Święte przejęcie                   | Alfonso Gomez-Rejon | Ryan Murphy              | 4 grudnia 2013                    | 8 grudnia 2013         |
| Zoe i Madison znajdują w mieście Queenie, która informuje ich, że nie zamierza powrócić do czarownic. Na oczach koleżanek zabija mężczyznę i zabiera dla Marie jego serce. Fiona zwierza się Katowi, że z powodu pogłębiającego raka pozostał jej miesiąc życia. Tymczasem mieszkanki szkoły planują zabójstwo Fiony. Przychodzi do nich Misty, którą tego samego dnia zaatakował pewien mężczyzna. Day przyprowadza ze sobą Myrtle, która uważa, że ze względu na moc wskrzeszania zmarłych Misty jest kolejną Najwyższą. Czarownice przygotowują się do rytuału świętego przejęcia, który ma na celu przyspieszenie wyboru następczyni Fiony. Ta tymczasem wraca do szkoły i widzi Madison, o której zmartwychwstaniu nie wiedziała i która informuje ją, że samodzielnie przywróciła siebie i Myrtle do życia, więc jest nową Najwyższą. Fiona postanawia popełnić samobójstwo poprzez przedawkowanie tabletek. Obudziwszy się, widzi Spaldinga, który mówi jej, że jest duchem i został zamordowany przez czarownice. Za jego namową Fiona zażywa wymiotnicę. Nan idzie do domu Luke’a, gdzie po pewnym czasie odbywa się strzelanina. Później Cordelia znajduje tam kulę, po której poznaje, że wystrzelili ją łowcy czarownic. Wraz z Fioną decydują się zjednoczyć w obliczu wspólnych wrogów. Tymczasem do szkoły zostaje dostarczony karton, w którym znajduje się żywa głowa Delphine. |    |                                      |                                    |                     |                          |                                   |                        |
| 34 | 9  | Head                                 | Głowa                              | Howard Deutch       | Tim Minear               | 11 grudnia 2013                   | 15 grudnia 2013        |
| Marie odrzuca propozycję Fiony, by czarownice i wyznawcy voodoo zjednoczyli się w obliczu wspólnego wroga, jakim są łowcy czarownic. Harrison, ojciec Hanka i prezes Delphi Trust (organizacji zajmującej się eliminowaniem czarownic), upomina syna za narażanie ich działalności na upublicznienie i niewłaściwe posunięcia. Myrtle zaprasza dwóch członków Rady Czarownic na kolację, podczas której ich paraliżuje i pozbawia po jednym oku. Następnie instaluje ich oczy u Cordelii, która dzięki temu odzyskuje wzrok, jednak traci możliwość wizji. Queenie puszcza głowie Delphine filmy o czarnoskórych, zaś Marie torturuje Hanka za pomocą voodoo i rozkazuje mu zabić tej samej nocy wszystkie czarownice. Mężczyzna odwiedza szkołę, gdzie Cordelia informuje go o planach rozwodu. Luke dochodzi do zdrowia w szpitalu, gdzie Nan mówi Joan, iż wie, że skrywa ona fakt zabicia swego męża z powodu zdrady. Tego samego wieczoru kobieta dusi syna. Fiona przywraca Kyle’owi sprawność intelektualną i czyni go ochroniarzem czarownic. W nocy Hank wdziera się do salonu fryzjerskiego Marie, gdzie zabija wszystkich pracowników z wyjątkiem Laveau. Queenie strzela z jego pistoletu do siebie samej, dzięki czemu (wskutek użytej przez nią magii) Hank umiera. Marie udaje się do szkoły czarownic, by przedyskutować sprawę rozejmu. |    |                                      |                                    |                     |                          |                                   |                        |
| 35 | 10 | The Magical Delights of Stevie Nicks | Magiczne przyjemności Stevie Nicks | Alfonso Gomez-Rejon | James Wong               | 8 stycznia 2014                   | 19 stycznia 2014       |
| Marie, zawarłszy sojusz z Fioną, mieszka w szkole czarownic. Jej mistrz, Papa Legba, żąda złożenia mu hołdu i rekompensaty za nieśmiertelność – niewinną duszę. Marie zakrada się więc do szpitala i porywa noworodka. Cordelia czuje się winna za masakrę w salonie fryzjerskim, a Fiona planuje atak na łowców czarownic. Szkołę odwiedza Stevie Nicks, największa idolka Misty, która życzy młodym czarownicom powodzenia w teście Siedmiu Cudów, mającym na celu wyłonienie nowej Najwyższej. Marie wyjawia tajemnicę swojej nieśmiertelności – przed laty zaprzedała duszę Papie Legbie i co rok musi dostarczać mu noworodka, a pierwszym z nich była córka jej i Bastiena. Na cmentarzu Madison uderza Misty, wrzuca ją do trumny, kradnie szal, który ta dostała od Stevie, oraz chowa trumnę. Dzięki magicznym mocom Nan dowiaduje się o zabójstwie Luke’a przez matkę. W ramach kary zmusza Joan do wypicia wybielacza. Fiona wzywa Papę Legbę i ofiaruje mu swoją duszę w zamian za nieśmiertelność, ten jednak mówi, że Goode nie ma duszy, więc nie może spełnić jej prośby. Zawiedziona Fiona wyznaje Katowi, że pragnie zabić wszystkie czarownice. Nan wyczuwa w domu ukryte niemowlę. Fiona i Marie uznają ją za zagrożenie, dlatego zabijają ją i oddają Papie Legbie. Nan jest zadowolona, że nie musi dalej żyć z czarownicami, tymczasem Papa Legba nie ufa sojuszowi czarownic z voodoo. |    |                                      |                                    |                     |                          |                                   |                        |
| 36 | 11 | Protect the Coven                    | Chroń Sabat                        | Bradley Buecker     | Jennifer Salt            | 15 stycznia 2014                  | 26 stycznia 2014       |
| Czarownice odprawiają pogrzeb Nan, podczas którego zjawia się Queenie z uwiązaną na smyczy Delphine (jej głowa jest ponownie przymocowana do reszty ciała). Po powrocie do szkoły LaLaurie potajemnie torturuje czarnoskórego ogrodnika, wspominając, że od dzieciństwa sprawiało jej to przyjemność. Marie grozi, że przyjdzie czas, gdy potraktuje ją gorzej niż dotychczas. Między Madison a Zoe dochodzi do kłótni z powodu zazdrości o Kyle’a. Kat proponuje Fionie, by zabili nową Najwyższą i uciekli. Cordelia bezskutecznie próbuje przywrócić sobie dar wizji. Zrezygnowana, przebija sobie oczy nożycami ogrodowymi. Duch Spaldinga proponuje Delphine pomoc w zabiciu Marie. W zamian za dostarczenie mu drogiej lalki daje jej lek, który – jak twierdzi – ma sprawić, że Laveau przestanie być nieśmiertelna. Tymczasem Fiona i Marie spotykają się z przedstawicielami Delphi Trust. Niespodziewanie Kat morduje wszystkich członków organizacji poza Harrisonem, którego Fiona zabija przy użyciu siekiery swojego partnera. Wróciwszy do Nowego Orleanu, Najwyższa czarownic i królowa voodoo świętują pokonanie Delphi Trust i zawarcie sojuszu. Delphine, myśląc, że podała Marie odpowiedni lek, bezskutecznie próbuje ją zabić. Okazuje się, że Spalding dał jej lek przeciwhistaminowy, więc Laveau nadal jest nieśmiertelna. Za namową Myrtle Zoe wraz z Kyle’em opuszcza szkołę i postanawia z nim uciec do Orlando. |    |                                      |                                    |                     |                          |                                   |                        |
| 37 | 12 | Go to Hell                           | Idź do diabła                      | Alfonso Gomez-Rejon | Jessica Sharzer          | 22 stycznia 2014                  | 2 lutego 2014          |
| Czarownice przygotowują się do egzaminu siedmiu cudów. Papa Legba nawiedza Queenie i informuje ją, że Delphine rozczłonkowała Marie i rozrzuciła części jej ciała po Nowym Orleanie. Czarownica namawia go do odebrania nieśmiertelności Laveau i LaLaurie. Tymczasem Delphine pracuje jako przewodnik w muzeum w swoim dawnym domu. Queenie ją odwiedza i zabija, widząc dumę i brak żalu za wyrządzone krzywdy. Cordelia ma wizję, w której Fiona zabija wszystkie czarownice, co motywuje ją do podjęcia akcji przeciwko planom matki. W pierwszej kolejności odwiedza Kata i informuje go, że Fiona planuje uciec bez niego. Później wraz z Queenie idzie na cmentarz, skąd uwalniają i przywracają do życia Misty. Zoe i Kyle powracają do szkoły. Kat przychodzi do szkoły czarownic, gdzie pragnie je zamordować, zostaje jednak powstrzymany. Cordelia dostaje wizję, w której mężczyzna zabija Fionę i karmi jej ciałem aligatory. Kyle i uczennice mordują Kata przy użyciu jego siekiery i noży. Delphine i Marie znajdują się na strychu domu pierwszej z nich, gdzie Laveau ma torturować córkę LaLaurie. Królowa voodoo czuje, że to niemoralne, jednak Papa Legba informuje je obie, że znajdują się w Piekle i muszą mu wiecznie służyć w ramach kary za grzechy, które wyrządzały za życia. |    |                                      |                                    |                     |                          |                                   |                        |
| 38 | 13 | The Seven Wonders                    | Siedem cudów                       | Alfonso Gomez-Rejon | Douglas Petrie           | 29 stycznia 2014                  | 9 lutego 2014          |
| Zoe, Madison, Queenie i Misty przygotowują się do egzaminu Siedmiu Cudów, podczas gdy Stevie Nicks śpiewa w szkole „Seven Wonders” i życzy im powodzenia. Podczas prowadzonego przez Myrtle i Cordelię egzaminu wszystkie cztery wykazują moce telekinezy i kontroli umysłu. W trzecim zadaniu kandydatki muszą zejść w zaświaty i powrócić z niego przed wschodem słońca. Nie udaje się to Misty, która na wieczność pozostaje w swoim Piekle – sali lekcyjnej, gdzie musi robić sekcję na żywej żabie. Po upływie czasu jej ciało w szkole zamienia się w popiół. Podczas kolejnego zadania trzy pozostałe kandydatki wykazują się umiejętnością transmutacji, jednak Zoe przypadkowo trafia na ogrodzenie, nabita na pal. Mimo próśb, Madison nie chce jej przywrócić do życia, zaś Queenie nie daje rady. Montgomery oblewa egzamin, po czym zostaje uduszona przez Kyle’a, mszczącego się za brak próby ożywienia Zoe. Za namową Myrtle do egzaminu przystępuje także Cordelia, która okazuje się zdać go w pełni. Udaje jej się przywrócić Zoe do życia, po czym odzyskuje pełnię sił i wzrok. Jako nowa Najwyższa wyjawia publicznie działalność sabatu i zaprasza młode czarownice do przystępowania do szkoły. Myrtle postanawia ponieść karę za zabójstwo reszty Rady i poddać się spaleniu na stosie. W szkole niespodziewanie pojawia się osłabiona Fiona, która mówi Cordelii, że upozorowała własną śmierć. Po krótkiej rozmowie Goode umiera w ramionach córki i trafia do swojego Piekła, którym jest życie z Katem w jego domu na farmie. |    |                                      |                                    |                     |                          |                                   |                        |

## Oglądalność w Stanach Zjednoczonych
Kolumna „Pozycja” wyraża miejsce, które zajął odcinek w zestawieniu najpopularniejszych programów telewizji kablowej danego dnia.

Kolumna „AMR” wyraża procent widzów w grupie wiekowej 18–49, którzy oglądali dany odcinek, w stosunku do wszystkich posiadaczy telewizji kablowej w Stanach Zjednoczonych (w tej samej grupie).
| Nr      | Tytuł                                | Data premiery             | Pozycja | Widzów (w mln) | AMR (18–49) |        |
| ------- | ------------------------------------ | ------------------------- | ------- | -------------- | ----------- | ------ |
| 1       | „Wredność”                           | 9 października 2013(dts)  | 2       | 5,538          | 3,0         | [ 2 ]  |
| 2       | „Poskładam Ci chłopaka”              | 16 października 2013(dts) | 2       | 4,513          | 2,5         | [ 3 ]  |
| 3       | „Wymiana”                            | 23 października 2013(dts) | 2       | 3,779          | 2,1         | [ 4 ]  |
| 4       | „Straszne figle”                     | 30 października 2013(dts) | 1       | 3,714          | 2,0         | [ 5 ]  |
| 5       | „Spłoń wiedźmo, spłoń”               | 6 listopada 2013(dts)     | 1       | 3,799          | 2,2         | [ 6 ]  |
| 6       | „Nadchodzi człowiek z toporem”       | 13 listopada 2013(dts)    | 1       | 4,161          | 2,3         | [ 7 ]  |
| 7       | „Umarli”                             | 20 listopada 2013(dts)    | 1       | 3,995          | 2,2         | [ 8 ]  |
| 8       | „Święte przejęcie”                   | 4 grudnia 2013(dts)       | 1       | 4,066          | 2,2         | [ 9 ]  |
| 9       | „Głowa”                              | 11 grudnia 2013(dts)      | 2       | 3,942          | 2,1         | [ 10 ] |
| 10      | „Magiczne przyjemności Stevie Nicks” | 8 stycznia 2014(dts)      | 1       | 3,486          | 1,8         | [ 11 ] |
| 11      | „Chroń Sabat”                        | 15 stycznia 2014(dts)     | 3       | 3,462          | 1,7         | [ 12 ] |
| 12      | „Idź do diabła”                      | 22 stycznia 2014(dts)     | 2       | 3,352          | 1,8         | [ 13 ] |
| 13      | „Siedem cudów”                       | 29 stycznia 2014(dts)     | 2       | 4,242          | 2,2         | [ 14 ] |
| Średnio | Średnio                              | Średnio                   | Średnio | 4,004          | 2,2         |        |

## Nagrody i nominacje
American Horror Story: Sabat zdobył spośród 9 nagród 52 nominacji.
| Ceremonia                                                                             | Kategoria | Nominacja | Rezultat  |        |
| ------------------------------------------------------------------------------------- | --- | --- | --------- | ------ |
| 66. ceremonia wręczenia Primetime Emmy                                                | Najlepszy miniserial                                                                                                | American Horror Story: Sabat | Nominacja | [ 15 ] |
| 66. ceremonia wręczenia Primetime Emmy                                                | Najlepsza aktorka pierwszoplanowa w miniserialu lub filmie telewizyjnym                                             | Jessica Lange | Wygrana   | [ 15 ] |
| 66. ceremonia wręczenia Primetime Emmy                                                | Najlepsza aktorka pierwszoplanowa w miniserialu lub filmie telewizyjnym                                             | Sarah Paulson | Nominacja | [ 15 ] |
| 66. ceremonia wręczenia Primetime Emmy                                                | Najlepsza aktorka drugoplanowa w miniserialu lub filmie telewizyjnym                                                | Frances Conroy | Nominacja | [ 15 ] |
| 66. ceremonia wręczenia Primetime Emmy                                                | Najlepsza aktorka drugoplanowa w miniserialu lub filmie telewizyjnym                                                | Kathy Bates | Wygrana   | [ 15 ] |
| 66. ceremonia wręczenia Primetime Emmy                                                | Najlepsza aktorka drugoplanowa w miniserialu lub filmie telewizyjnym                                                | Angela Bassett | Nominacja | [ 15 ] |
| 66. ceremonia wręczenia Primetime Emmy                                                | Najlepszy scenariusz miniserialu, filmu telewizyjnego lub programu specjalnego                                      | Ryan Murphy i Brad Falchuk (za „Wredność”) | Nominacja | [ 15 ] |
| 66. ceremonia wręczenia Primetime Emmy                                                | Najlepsza reżyseria miniserialu, filmu telewizyjnego lub programu specjalnego                                       | Alfonso Gomez-Rejon (za „Wredność”) | Nominacja | [ 15 ] |
| 66. ceremonia wręczenia Primetime Creative Arts Emmy                                  | Najlepsza charakteryzacja w miniserialu lub filmie telewizyjnym                                                     | Eryn Krueger Mekash, Kim Ayers, Vicki Vacca, Mike Mekash, Christopher Nelson i Lucy O’Reilly                                                                      | Nominacja | [ 15 ] |
| 66. ceremonia wręczenia Primetime Creative Arts Emmy                                  | Najlepsza charakteryzacja sztuczna w miniserialu lub filmie telewizyjnym                                            | Eryn Krueger Mekash, Mike Mekash, Christien Tinsley, Jason Hamer, Christopher Nelson, David L. Anderson, Cristina Patterson i Rob Freitas                         | Nominacja | [ 15 ] |
| 66. ceremonia wręczenia Primetime Creative Arts Emmy                                  | Najlepszy dobór obsady miniserialu, filmu telewizyjnego lub programu specjalnego                                    | Robert Ulrich, Eric Dawson i Meagan Lewis | Nominacja | [ 15 ] |
| 66. ceremonia wręczenia Primetime Creative Arts Emmy                                  | Najlepszy dźwięk w miniserialu lub filmie telewizyjnym                                                              | Bruce Litecky, Joe Earle i Doug Andham (za „Straszne figle”) | Nominacja | [ 15 ] |
| 66. ceremonia wręczenia Primetime Creative Arts Emmy                                  | Najlepsze fryzury w miniserialu lub filmie telewizyjnym                                                             | Monte C. Haught, Michelle Ceglia, Yolanda Mercadel i Daina Daigle                                                                                                 | Wygrana   | [ 15 ] |
| 66. ceremonia wręczenia Primetime Creative Arts Emmy                                  | Najlepsza kompozycja muzyczna w miniserialu, filmie telewizyjnym lub programie specjalnym                           | James S. Levine (za „Siedem cudów”) | Nominacja | [ 15 ] |
| 66. ceremonia wręczenia Primetime Creative Arts Emmy                                  | Najlepsze kostiumy w miniserialu, filmie telewizyjnym lub programie specjalnym                                      | Lou Eyrich, Elizabeth Macey i Ken Van Duyne (za „Wredność”) | Wygrana   | [ 15 ] |
| 66. ceremonia wręczenia Primetime Creative Arts Emmy                                  | Najlepszy montaż dźwięku w miniserialu, filmie telewizyjnym lub programie specjalnym                                | Gary Megregian, David Klotz, Timothy A. Cleveland, Paul Diller, Brian Thomas Nist, Steve M. Stuhr, Lance Wiseman i Noel Vought (za „Straszne figle”)              | Nominacja | [ 15 ] |
| 66. ceremonia wręczenia Primetime Creative Arts Emmy                                  | Najlepsza scenografia w serialu kostiumowym, miniserialu lub filmie telewizyjnym kręconym przy użyciu jednej kamery | Mark Worthington, Andrew Murdock i Ellen Brill | Nominacja | [ 15 ] |
| 71. ceremonia wręczenia Złotych Globów                                                | Najlepszy miniserial lub film telewizyjny                                                                           | American Horror Story: Sabat | Nominacja | [ 16 ] |
| 71. ceremonia wręczenia Złotych Globów                                                | Najlepsza aktorka w miniserialu lub filmie telewizyjnym                                                             | Jessica Lange | Nominacja | [ 16 ] |
| 20. ceremonia wręczenia nagród Gildii Aktorów Ekranowych                              | Najlepszy występ aktorki w serialu dramatycznym                                                                     | Jessica Lange | Nominacja | [ 17 ] |
| 26. ceremonia wręczenia nagród Amerykańskiej Gildii Producentów Filmowych             | Najlepsza produkcja pełnometrażowego programu telewizyjnego                                                         | Brad Buecker, Dante Di Loreto, Brad Falchuk, Joseph Incaprera, Alexis Martin Woodall, Tim Minear, Ryan Murphy, Jennifer Salt i James Wong (również za Freak Show) | Nominacja | [ 18 ] |
| 16. ceremonia wręczenia nagród Amerykańskiej Gildii Kostiumografów                    | Najlepsze kostiumy w filmie telewizyjnym lub miniserialu                                                            | Lou Eyrich | Nominacja | [ 19 ] |
| 18. ceremonia wręczenia nagród Amerykańskiej Gildii Scenografów                       | Film telewizyjny lub miniserial                                                                                     | Mark Worthington (za „Wredność”) | Nominacja | [ 20 ] |
| 30. ceremonia wręczenia nagród Amerykańskiego Samorządu Zawodowego Reżyserów Castingu | Film telewizyjny lub miniserial                                                                                     | Robert J. Ulrich, Eric Dawson, Carol Kritzer, Meagan Lewis i Eric Souliere                                                                                        | Nominacja | [ 21 ] |
| Ceremonia wręczenia nagród Gildii Makijażystów i Fryzjerów w 2014                     | Najlepsza charakteryzacja w miniserialu lub filmie telewizyjnym kostiumowym                                         | Eryn Krueger Mekash i Christien Tinsley | Nominacja | [ 22 ] |
| Ceremonia wręczenia nagród Gildii Makijażystów i Fryzjerów w 2014                     | Najlepsze fryzury w miniserialu lub filmie telewizyjnym kostiumowym                                                 | Monte C. Haught | Nominacja | [ 22 ] |
| 50. ceremonia wręczenia nagród Stowarzyszenia Kinowego Dźwięku                        | Najlepsze osiągnięcie w montażu dźwięku – film telewizyjny lub miniserial                                           | Bruce Litecky, Joe Earle, Doug Andham, James S. Levine, Judah Getz, Kyle Billingsley (za „Wymianę”)                                                               | Nominacja | [ 23 ] |
| 30. ceremonia wręczenia nagród Stowarzyszenia Krytyków Telewizyjnych                  | Najlepsze osiągnięcie w filmie, miniserialu lub programie specjalnym                                                | American Horror Story: Sabat | Nominacja | [ 24 ] |
| 61. ceremonia wręczenia Złotych Szpul                                                 | Najlepszy montaż dźwięku w odcinku serialu – dialogi i technika ADR                                                 | „Wredność” | Nominacja | [ 25 ] |
| Ceremonia wręczenia Nagród Brama Stokera w 2015                                       | Najlepszy scenariusz                                                                                                | James Wong (za „Magiczne przyjemności Stevie Nicks”) | Nominacja | [ 26 ] |
| 18. ceremonia wręczenia Satelitów                                                     | Najlepszy serial gatunkowy                                                                                          | American Horror Story: Sabat | Nominacja | [ 27 ] |
| 18. ceremonia wręczenia Satelitów                                                     | Najlepsza aktorka w miniserialu lub filmie telewizyjnym                                                             | Jessica Lange | Nominacja | [ 27 ] |
| 18. ceremonia wręczenia Satelitów                                                     | Najlepsza aktorka drugoplanowa w serialu, miniserialu lub filmie telewizyjnym                                       | Kathy Bates | Nominacja | [ 27 ] |
| 40. ceremonia wręczenia Saturnów                                                      | Najlepszy serial telewizji kablowej lub regionalnej                                                                 | American Horror Story: Sabat | Nominacja | [ 28 ] |
| 40. ceremonia wręczenia Saturnów                                                      | Najlepsza aktorka telewizyjna                                                                                       | Jessica Lange | Nominacja | [ 28 ] |
| 40. ceremonia wręczenia Saturnów                                                      | Najlepsza drugoplanowa aktorka telewizyjna                                                                          | Kathy Bates | Nominacja | [ 28 ] |
| 40. ceremonia wręczenia Saturnów                                                      | Najlepszy występ gościnny w telewizji                                                                               | Danny Huston | Nominacja | [ 28 ] |
| 4. ceremonia wręczenia Critics’ Choice Television Awards                              | Najlepszy film lub miniserial                                                                                       | American Horror Story: Sabat | Nominacja | [ 29 ] |
| 4. ceremonia wręczenia Critics’ Choice Television Awards                              | Najlepsza aktorka w filmie lub miniserialu                                                                          | Jessica Lange | Wygrana   | [ 29 ] |
| 4. ceremonia wręczenia Critics’ Choice Television Awards                              | Najlepsza aktorka drugoplanowa w filmie lub miniserialu                                                             | Kathy Bates | Nominacja | [ 29 ] |
| 45. ceremonia wręczenia NAACP Image Awards                                            | Najlepsza aktorka w filmie telewizyjnym, miniserialu lub programie specjalnym                                       | Angela Bassett | Nominacja | [ 30 ] |
| 45. ceremonia wręczenia NAACP Image Awards                                            | Najlepsza aktorka w filmie telewizyjnym, miniserialu lub programie specjalnym                                       | Gabourey Sidibe | Nominacja | [ 30 ] |
| 40. ceremonia wręczenia People’s Choice Award                                         | Ulubiony film telewizyjny lub miniserial                                                                            | American Horror Story: Sabat | Wygrana   | [ 31 ] |
| 35. ceremonia wręczenia Young Artist Awards                                           | Najlepsza gościnna rola w serialu – od 11 do 13 lat                                                                 | Toby Nichols | Nominacja | [ 32 ] |
| BET Awards 2014                                                                       | Najlepsza aktorka                                                                                                   | Angela Bassett | Nominacja | [ 33 ] |
| 51. ceremonia wręczenia ICG Publicist Awards                                          | Nagroda Maxwella Weinberga za kampanię programu telewizyjnego                                                       | Matthew Mitchell | Wygrana   | [ 34 ] |
| 5. ceremonia wręczenia Nagród Doriana                                                 | Serial dramatyczny roku                                                                                             | American Horror Story: Sabat | Nominacja | [ 35 ] |
| 5. ceremonia wręczenia Nagród Doriana                                                 | Kampowy serial roku                                                                                                 | American Horror Story: Sabat | Wygrana   | [ 35 ] |
| 5. ceremonia wręczenia Nagród Doriana                                                 | Telewizyjny występ roku – aktorka                                                                                   | Jessica Lange | Wygrana   | [ 35 ] |
| Ceremonia wręczenia Key Art Awards w 2014                                             | Technika drukarska: reklama jednostronna krajowa                                                                    | American Horror Story: Sabat | Srebro    | [ 36 ] |
| Ceremonia wręczenia Key Art Awards w 2014                                             | Zapowiedź empiryczna                                                                                                | Initiate New Orleans | Srebro    | [ 36 ] |
| Ceremonia wręczenia Key Art Awards w 2014                                             | Audiowizualne: zwiastun                                                                                             | Initiation | Srebro    | [ 36 ] |